# SN 2008W
SN 2008W – supernowa typu II-P odkryta 6 lutego 2008 roku w galaktyce M-03-22-07. W momencie odkrycia miała maksymalną jasność 17,50m.